# الحجة لصالح المريخ
الحجة لصالح المريخ هي خطة لاستيطان الكوكب الأحمر والسبب في أننا يجب أن نفعل ذلك" هو كتاب علمي غير خيالي من تأليف روبرت زوبرين، نُشر لأول مرة في عام 1996، وتم تنقيحه وتحديثه في عام 2011.
يوضح الكتاب خطة "مارس مباشرة" لزوبرين لإجراء أول هبوط بشري على المريخ. تركز الخطة على خفض التكاليف من خلال استخدام أنظمة آلية والمواد المتاحة على المريخ لتصنيع وقود العودة في الموقع. يكشف الكتاب أيضًا عن تصاميم مستوطنات في المريخ محتملة ويقيم فرصة تحقيق الاكتفاء الذاتي للمواد في المستوطنة وفرصة تحويل المريخ إلى بيئة قابلة للعيش.

## المريخ مباشرة
تم توضيح خطة "مارس مباشرة" بالأصل من قبل زوبرين وديفيد بيكر في عام 1990. وفقًا لزوبرين، فإن "الحجة لصالح المريخ" هي تلخيص شامل لعمل وبحث دام لسنوات عديدة يُقدم بشكل مبسط للمبتدئين. تتناول الفصول 1 و 4 بشكل أساسي خطة "مارس مباشرة".

## استيطان
بالنسبة لروبيرت زوبرين، فإن جاذبية "مارس مباشرة" لا تقتصر على مهمة واحدة فعالة من حيث التكلفة. إنه يتصور سلسلة من المهام المريخية العادية بغاية التوطين، والتي يوضحها من الفصل السابع إلى التاسع. عندما يترك المستكشفون الأوائل هياكل سكنية على الكوكب، يصبح القيام بالمهمات التالية أسهل.
الخطوة الأولى نحو استيطان البشر ستكون بناء هياكل ضغط داخل تربة الكوكب، مثل المباني الكبيرة في المراكز التجارية، حيث يقترح الكتاب بأنه يمكن بناؤها على سطح الكوكب على شكل أجنحة رومانية ومن ثم يُغطى بالتربة باستخدام الطوب المريخي سهل التصنيع. خلال هذه المرحلة الأولية من بناء المساكن بعدها يمكن نشر قباب جيوديسية مصنوعة من البلاستيك الصلب المقاوم للإشعاع والتآكل على سطح الكوكب للاستخدام المستقبلي في السكن وزراعة المحاصيل. ستبدأ الصناعة الناشئة باستخدام الموارد المحلية مثل تصنيع البلاستيك والسيراميك والزجاج.
عملية تحويل الكوكب إلى بيئة قابلة للعيش تتطلب مرحلة أولية من التدفئة العالمية لإطلاق الغلاف الجوي من التربة وإنشاء دورة للمياه. يتم وصف ثلاث طرق للتدفئة العالمية في العمل، ويقترح زوبرين أنه من المفضل استخدامها معًا: المرايا الفضائية لتسخين السطح، ووجود مصانع على السطح لضخ المركبات الهالوكوربونية مثل البيرفلوروميثان في الغلاف الجوي، وزراعة البكتيريا التي يمكنها استقلاب الماء والنيتروجين والكربون لإنتاج الأمونيا والميثان (وهذه البكتيريا ستساعد في التدفئة العالمية). بينما يستمر العمل في تسخين المريخ، يمكن أن تبدأ عملية التوطين الحقيقية.
"الحجة لصالح المريخ" يعترف بأن أي مستوطنة على المريخ ستكون تعتمد جزئيًا على الأرض لعدة قرون. ومع ذلك، يشير إلى أن المريخ قد يكون مكانًا مربحًا لسببين. أولاً، قد يحتوي على تراكمات من المعادن ذات قيمة مماثلة أو أعلى من قيمة الفضة التي لم تتعرض لقرون من الاستغلال البشري، ويمكن بيعها على الأرض بأرباح. ثانيًا، تكون تركيزات الديوتريوم - وقود محتمل للاندماج النووي التجاري - خمس مرات أكبر على المريخ. وبالتالي، يكون للبشر المهاجرين إلى المريخ صناعة مضمونة وستكون الكوكب مغناطيسًا للمستوطنين حيث ستكون تكاليف الأجور مرتفعة. يؤكد الكتاب أن "نقص العمالة الذي سيسود على المريخ سيدفع الحضارة المريخية نحو التقدم التكنولوجي والاجتماعي".

## الاعتبارات الاوسع
بينما توضح "الحجة لصالح المريخ" عملية الاستكشاف والاستيطان، يتناول أيضًا عددًا من العوامل العلمية والسياسية المصاحبة.
المخاطر المواجهة
الفصل الخامس يحلل مختلف المخاطر التي من المفترض أنها تستبعد وجود الإنسان على المريخ لفترة طويلة. يرفض زوبرين فكرة أن الإشعاع والجاذبية الصفرية غير آمنة بشكل مبالغ فيه. يدعي أن معدلات الإصابة بالسرطان تزيد بالفعل لدى رواد الفضاء الذين قضوا وقتًا طويلاً في الفضاء، ولكن بشكل طفيف جدًا. بالمثل، على الرغم من التحديات التي يطرحها الجاذبية الصفرية، إلا أن "استعادة تقريبية تامة للعضلات والجهاز المناعي تحدث بعد العودة والتأقلم في بيئة ثقل واحدة". وعلاوة على ذلك، نظرًا لأن خطة زوبرين تتضمن دوران المركبة الفضائية في نهاية حبل طويل لإنشاء جاذبية اصطناعية، فإن القلق بشأن الجاذبية الصفرية لا ينطبق على هذه المهمة على أي حال. يتم وصف العودة بالعدوى - إصابة البشر بفيروسات المريخ ونشرها - بأنها "مجرد جنون"، لأنه لا توجد كائنات مضيفة على المريخ تطورت لحمل العوامل المسببة للأمراض.
في نفس الفصل، ينفي زوبرين ويرفض بشكل قاطع الاقتراحات بأن يتم استخدام القمر كنقطة توقف على الطريق إلى المريخ أو كمنطقة تدريب. يعد السفر إلى المريخ من مدار منخفض حول الأرض أسهل بكثير من السفر من القمر، واستخدام القمر كنقطة تجمع يعتبر تضييعًا للموارد بدون جدوى. على الرغم من أن القمر قد يبدو في المظهر الخارجي مكانًا جيدًا لاختبار تقنيات استكشاف واستيطان المريخ، إلا أن الجسمين مختلفان تمامًا. القمر ليس لديه جو، ولا يوجد به جيولوجيا مشابهة ولديه نطاق حراري وفترة دوران أكبر بكثير. القطب الجنوبي للأرض أو المناطق الصحراوية توفر مساحات تدريب أفضل بتكلفة أقل.
قابلية الحياة والنمو
في الفصلين الثالث والعاشر، يتناول "الحجة لصالح المريخ" الجوانب السياسية والتكاليف للأفكار الموصوفة. يقوم المؤلفون بالجدل بأن استيطان المريخ هو تمديد منطقي لاستيطان شمال أمريكا. إنهم يتصورون مجتمعًا حدوديًا يوفر فرصًا للابتكار والتجربة الاجتماعية.
يقترح زوبرين ثلاث نماذج لتوفير الإرادة ورأس المال لدفع استكشاف المريخ قدمًا: نموذج ج. إف. كيه، حيث يوفر قائد أمريكي بعيد النظر التمويل ويحشد الرأي العام الوطني حول الفكرة؛ نموذج ساجان، حيث التعاون الدولي هو القوة المحركة؛ ونهج غينغريتش، الذي يؤكد على الحوافز والجوائز حتى للشركات الخاصة التي تتولى مهام البحث والتطوير. وتتمثل فكرة النموذج الثالث في وصف زوبرين لاثنى عشر تحديًا يتناول مختلف جوانب برنامج الاستكشاف. وتقدم جائزة مالية تتراوح بين خمسمائة مليون وعشرين مليار دولار للشركات التي تكمل التحديات بنجاح.
نهج الجوائز في تطوير التقنيات قد ظهر في مجتمع الطيران الخاص، على الرغم من أنه لم يحدث بعد على النطاق الذي تصوره زوبرين. تسعى مشاريع مثل جائزة أنصاري إكس وجائزة الفضاء الأمريكية لروبرت بيغيلو إلى تطوير رحلات الفضاء بتكلفة منخفضة من خلال المشاريع الخاصة، وبشكل حاسم، لتحقيق أهداف محددة جداً مسبقاً للفوز بالجوائز.
يتم انتقاد المشاكل السياسية والاقتصادية الأساسية لجمع رأس المال الكافي لعملية تحويل المناخ باستخدام انبعاثات هالوكربونات من قبل جون هيكمان.

## الترجمة
في عام 2017، تم نشر ترجمة روسية للكتاب تحت عنوان "Курс на Марс" (في طريقنا إلى المريخ).

## يمكنك الاطلاع على
- استعمار المريخ - المفاهيم المقترحة للمستوطنات البشرية على المريخ
- مهمة مأهولة إلى المريخ - المفاهيم المقترحه
- استكشاف المريخ - نظرة عامة على استكشاف المريخ
- مارس 1 - المنظمة والشركة المتوقفة التي دعت إلى استعمار المريخ
- الإقامة على المريخ - تصميم هندسة استعمار المريخ الذي يقترح عدم وجود مركبات عودة

## روابط خارجية
- مارس مباشرة
- مراجعة كتاب "رؤى الفضاء"
- للحصول على مراجعة نقدية، اطلع على: قصاصات ورقية العدد الرابع والأربعين، نوفمبر 2001
- موقع جمعية المريخ
- "الحجة لصالح المريخ" حرر لدى المكتبة المفتوحة

1. ↑  الحجة لاستعمار المريخ: خطة لاستيطان الكوكب الأحمر ولماذا يجب علينا ذلك. بوبليشرز ويكلي. 2 أكتوبر 1996. مؤرشف من الأصل في 2023-10-09.
2. ↑  "مراجعة الاذاعة الوطنية العامة: حجة الاستيطان على المريخ". الجمعية الوطنية للفضاء. 24 أبريل 2011. مؤرشف من الأصل في 2023-10-09.
3. ↑  "هل استعمار المريخ لا مفر منه أم أنه أمر مستحيل؟". الاذاعة الوطنية العامة. 1 يوليو 2011. مؤرشف من الأصل في 2023-12-08.